# Романовский сельсовет (Красноярский край)
Романовский сельсовет — сельское поселение в Идринском районе Красноярского края.
Административный центр — село Романовка.

## Население
| 2010 | 2012 | 2013 | 2014 | 2015 | 2016 | 2017 |
| ---- | ---- | ---- | ---- | ---- | ---- | ---- |
| 474  | ↘456 | ↘433 | ↘419 | ↘407 | ↘399 | ↘395 |

## Состав сельского поселения
В состав сельского поселения входят 5 населённых пунктов:
| № | Населённый пункт | Тип населённого пункта       | Население |
| - | ---------------- | ---------------------------- | --------- |
| 1 | Вознесенка       | деревня                      | 0         |
| 2 | Иннокентьевка    | деревня                      | 85        |
| 3 | Королевка        | деревня                      | 72        |
| 4 | Николаевка       | деревня                      | 1         |
| 5 | Романовка        | село, административный центр | 314       |
| 6 | Шадрино          | деревня                      | 2         |

В 2021 году была упразднена деревня Вознесенка.

## Местное самоуправление
Романовский сельский Совет депутатов
Дата избрания: 14.03.2010. Срок полномочий: 5 лет. Количество депутатов: 7
Глава муниципального образования
- Кириллов Сергей Николаевич. Дата избрания: 14.03.2010. Срок полномочий: 5 лет